# Anton Kristiansson
Anton Kristiansson är en musiker från Göteborg. Musikaliskt blandar han indiepop med hiphop/rap. Han har släppt två album på skivbolaget Luxury. Kristiansson fick sitt första genombrott när han laddade upp en   video på youtube där han rappar över Broder Daniels låt I'll be gone vilket ledde till bland annat en fullsatt klubbspelning på Way Out West. 2013 släppte han sitt andra fullängdsalbum Fred på jorden med singlarna Din alltid alltid och Leka leva. 

## Album
- 2011 – Och jag
- 2013 – Fred på jorden
- 2017 – Family Mart

## EP
- 2015 – Aloe Vera
- 2019 – Due to Personal Issues

## Singlar
- 2009 – Lilla London
- 2010 – Du är knark
- 2011 – Atomvinter
- 2012 – Din alltid alltid
- 2013 – Leka leva
- 2015 – Ravetjej
- 2016 – girl$
- 2019 – ily lol